# 李孟羣
李孟群（1828年—1859年），字少樵，号鹤人，河南光州（今河南固始）人。清朝政治、军事人物，同进士出身，官至安徽布政使，短暂代行安徽巡抚职务。十年间尽力围剿太平天国军队，最后在安徽战败身死。谥武愍。

## 生平

### 初入仕途
李孟群于道光二十七年（1847年）中丁未科三甲进士，广西即用知县。历署灵川、桂平县，因剿匪之功提拔为南宁同知（副知府）。咸丰元年（1851年），洪秀全率太平军强攻盘龙河，孟群引兵鏖战连日，太平军不得渡河。升职知府，调赴永安军营。咸丰二年（1852年），授泗城知府。又以围剿反清力量之功加道衔，进擢道员，署浔州府知府。咸丰三年（1853年），调江西九江府，仍留广西。

### 鏖兵鄂赣
次年，曾国藩回湖南本籍训练水师，闻听孟群之名，奏调其率领千人东下，攻克城陵矶、岳州，随即调往广西平乐府。太平军占领武昌，孟群得知父亲死讯，发誓复仇，但仍请求停职守丧，朝廷下诏挽留。之后孟群偕同曾国藩等部与太平军激烈水战，收复武昌、汉阳，奔往其父死难之处恸哭收殓。捷报上传，加按察使衔，赐号珠尔杭阿巴图鲁。
於是曾国藩进军江西，孟群则率水师抵达九江。咸丰五年（1854年）春，清军在湖口战败，太平军趁势逆长江而上，占领汉阳，武昌震动。孟群回援，与彭玉麟在汉阳败敌，代理湖北按察使，以丁忧理由推辞，朝廷诏称不许。不久，武昌再次被太平军攻占，孟群随胡林翼屯金口，改领陆军。七月，太平军猛攻金口，孟群抵抗失利，陆营溃败。诏以众寡不敌未予追究，命其转攻汉阳。咸丰六年（1856年），会同总督官文连续进攻。十一月，终于攻破汉阳，孟群加布政使衔，以布政使遇缺题奏。

### 进军安徽
咸丰七年（1857年），安徽北部捻军兴起，太平天国趁势北伐，自桐城接连攻陷六安、英山、霍山，庐州岌岌可危。安徽巡抚福济请求援兵，孟群率陆军二千五百人赶赴，途中被任命为安徽布政使。咸丰八年（1858年），太平天国北伐军由潜山、太湖进入河南固始。孟群自六安赴援，偕同胜保力战解围，受到嘉奖。继而剿灭商城太平军余部，回军克复六安。

### 兵败身死
咸丰八年（1858年）七月，福济卒于军中，孟群代行巡抚事务，不到十日，庐州被太平军攻陷，孟群被褫职，留军效力。故收集溃军，驻扎在庐州以西的官亭、长城一带。因皖北饥荒，赤地千里，军饷不足，所部号称四千，其实早已饥疲不堪。咸丰九年（1859年）二月，六安陷落，太平军六七万人进逼长城，孟群营垒被围，死守十馀日，垒破被俘，被押送至庐州，陈玉成对其颇为优待，并亲自劝降。孟群绝食不降，在绢上赋诗四章。三月十四日，被斩首，卒年三十二岁。

## 身后
胜保等已先上疏，奏陈孟群杀贼阵亡。朝廷诏复其原官，赐抚恤，谥武愍，入京师昭忠祠。咸丰十年（1860年），巡抚翁同书寻获孟群遗骸，入奏，命送回原籍安葬。袁甲三复奏孟群死事实迹，诏在庐州建立专祠祭祀，按巡抚之例优恤，赠予骑都尉兼云骑尉世职。同治帝即位后，以孟群“父子殉节，忠烈萃於一门”，将其加入赐祭死事诸臣之列。《清史稿》有传。
同治二年（1863年）癸亥恩科二甲进士李嘉樂年轻时曾任同乡李孟羣军营幕僚，作诗《抵汉阳军营呈李鹤人廉访》、《夜作抒怀呈李廉帅》及悼亡诗（载李嘉樂《仿潛齋詩鈔》，方玉润序）。

## 家族
- 父李卿穀，道光二年（1822年）举人，任四川长宁知县，累升湖北督粮道，代理按察使。咸丰四年（1854年），太平军攻陷武昌，湖北巡抚青麟逃亡湖南，卿穀守城而殉难。追赠布政使，并赠骑都尉世职，谥愍肃。
- 族亲妹李素貞，精易传，晓军事，咸丰六年（1856）丙辰阵亡于汉阳，年三十。同治二年（1863年）癸亥恩科二甲进士李嘉樂作诗《悼奇女李素貞阵亡八绝》、《李士坦以奇女传刊本见示再作长歌》（载李嘉樂《仿潛齋詩鈔》，方玉润序）。

## 延伸阅读
[在维基数据编辑]
 《清史稿·卷400》，出自趙爾巽《清史稿》